# 徳島県道15号徳島吉野線
徳島県道15号徳島吉野線（とくしまけんどう15ごう とくしまよしのせん）は、徳島県徳島市から阿波市吉野町に至る県道（主要地方道）である。

## 概要
徳島市から吉野川に沿って西へ阿波市と続く延長約25 kmの道路である。
その大部分が徳島市西部から名西郡石井町まで、吉野川の南岸堤防の上に設置されている。そこから吉野川を高瀬潜水橋でわたって北岸堤防の下をしばらく進む。

### 路線データ
- 起点：徳島県徳島市東吉野町（吉野川大橋南詰アンダーパス＝国道11号・徳島県道189号沖ノ洲埠頭線交点）
- 終点：徳島県阿波市吉野町柿原字二条（国道318号・徳島県道137号土成徳島線交点）
- 総距離：24.578 km（平成29年徳島県道路現況調書、旧道2.754 km）

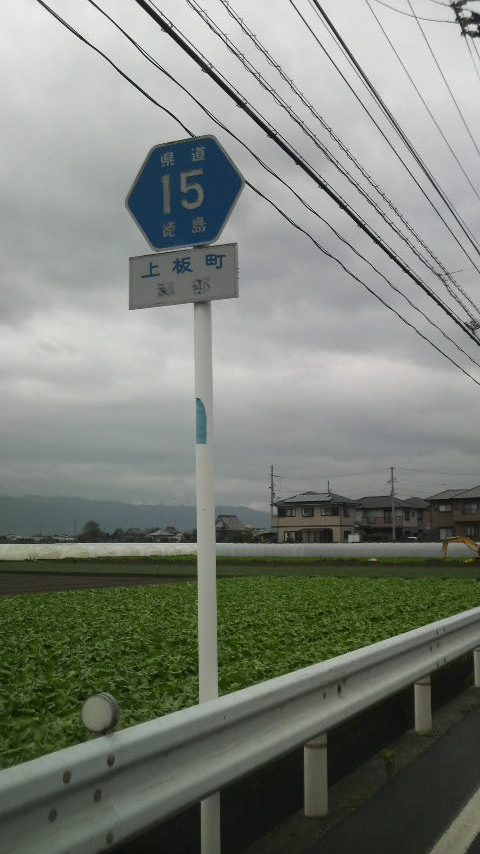
徳島県道15号
板野郡上板町瀬部で撮影。

## 歴史
- 1971年（昭和46年）6月26日 - 建設省（現・国土交通省）が主要地方道徳島吉野線を指定。
- 1972年（昭和47年）3月10日 - 徳島県が県道15号徳島吉野線として認定。
- 1982年（昭和57年）12月14日 - 起点を徳島市蔵本元町から東吉野町に変更、同時に122号徳島川島線の一部区間（現在の吉野川南岸区間）を吸収しルート変更、それまでのルートは30号徳島鴨島線の一部に。
- 1993年（平成5年）5月11日 - 建設省から、主要県道徳島吉野線が徳島吉野線として主要地方道に指定される[1]。

## 路線状況
大部分が堤防沿いを走ることから、見通しが良く交差する道路も少ないため信号機も少ない。
起点から大坪交差点（徳島県道39号徳島鳴門線交点）までは東行き（起点方向）一方通行のため、終点方向への全線走破はできない（平行する市道を利用）。また、その大坪交差点は立体交差となっており、連絡路に入ると左折以外は禁止、また県道39号からは右折禁止である。
吉野川を渡る高瀬橋は、吉野川ではいくつか見られる欄干のない潜水橋のひとつである。橋は普通車1 - 1.5台分強の道幅であり、橋上でのすれ違いは不可能である。なお、橋の両側には待避スペースが用意されている。

### 制限速度
- 起点 - 吉野川橋南詰 40 km/h（西行き）、50 km/h（東行き）
- 吉野川橋南詰 - 六条大橋南詰 50 km/h
- 六条大橋南詰 - 高瀬潜水橋南詰 60 km/h（法定速度）
- 高瀬潜水橋 30 km/h
- 高瀬潜水橋北詰 - 上板町瀬部 50 km/h
- 上板町瀬部 - 終点 40 km/h

### 名称・愛称
- 堤防の上

### 重複区間
- 徳島県道41号徳島北灘線（徳島市北矢三町 - 徳島市不動東町）
- 徳島県道122号板野川島線（名西郡石井町藍畑東覚円 - 名西郡石井町藍畑西覚円）
- 徳島県道137号土成徳島線（板野郡上板町高瀬・高瀬潜水橋北詰 - 終点）

### 道路施設
- 高瀬橋（吉野川、名西郡石井町藍畑 - 板野郡上板町高瀬）

## 地理

### 通過する自治体
- 徳島市
- 名西郡石井町
- 板野郡上板町
- 阿波市

### 交差する道路
- 国道11号（国道28号重複）・徳島県道189号沖ノ洲埠頭線（徳島市東吉野町、起点）
- 徳島県道39号徳島鳴門線（徳島市上助任町大坪）
- 徳島県道41号徳島北灘線（徳島市北矢三町）
- 徳島県道41号徳島北灘線（徳島市不動東町）
- 徳島県道1号徳島引田線（徳島市不動北町 / 徳島市北島田町:旧道）
- 徳島県道29号徳島環状線（徳島市国府町東黒田鑓場）
- 徳島県道206号西黒田中村線新道（徳島県道230号第十白鳥線重複）（名西郡石井町藍畑第十）
- 徳島県道34号石井引田線（徳島県道122号板野川島線 重複）（名西郡石井町藍畑東覚円）
- 徳島県道122号板野川島線（名西郡石井町藍畑西覚円）
- 徳島県道137号土成徳島線（板野郡上板町高瀬・高瀬潜水橋北詰）
- 徳島県道234号高瀬神宅線（板野郡上板町高瀬）
- 徳島県道139号船戸切幡上板線（板野郡上板町瀬部）
- 徳島県道235号宮川内牛島停車場線（阿波市吉野町西条町口）
- 国道318号・徳島県道137号土成徳島線（阿波市吉野町柿原西二条、終点）

### 沿線にある施設など
- 吉野川
- 吉野川第十堰（南側）
- 高瀬潜水橋
- 阿波市吉野支所（旧吉野町役場）